# Jérôme de Gramont
 (août 2023).
Si vous disposez d'ouvrages ou d'articles de référence ou si vous connaissez des sites web de qualité traitant du thème abordé ici, merci de compléter l'article en donnant les références utiles à sa vérifiabilité et en les liant à la section « Notes et références ».
Jérôme de Gramont, né en 1957, est un philosophe français, spécialiste de phénoménologie et professeur à la faculté de philosophie de l'Institut catholique de Paris. 

## Biographie
Agrégé de philosophie et docteur en philosophie, il a longtemps enseigné à Alençon, avant de rejoindre la faculté de philosophie de l'Institut catholique de Paris, dont il a été doyen de 2015 à 2018. On a pu le rattacher à tout un courant de la phénoménologie, celui que Dominique Janicaud avait jadis désigné comme marquant un "tournant théologique", marqué par des figures comme Jean-Louis Chrétien, Jean-Luc Marion, Jean Greisch ou encore Emmanuel Falque pour la deuxième génération.
Il est aussi membre du comité de rédaction de la revue Nunc.

## Publications
- La vie quotidienne - esquisses?, Paris, Éditions universitaires, 1991 ;
- Kant et la question de l'affectivité, Paris, Vrin, 1996 ;
- L'entrée en philosophie. Les premiers mots, Paris, L'Harmattan, 1999 ;
- Le discours de la vie - Trois essais sur Platon, Kierkegaard et Nietzsche, Paris, L'Harmattan, 2001 ;
- Blanchot et la phénoménologie, Clichy, Éditions du Corlevour, 2011 ;
- L'appel de la loi, Louvain, Éditions de l'Institut superieur de philosophie, 2014 ;
- La pensée monotone, Bruxelles/Paris, Lessius, 2019 ;
- Le commencement à venir, Paris, Hermann, 2022 ;
- L'Atelier philosophique. 1, L'évidence perdue, Paris, Hermann, 2023.